# IC 1286
IC 1286 — галактика типу Sab (компактна витягнута галактика) у сузір'ї Дракон.
Цей об'єкт міститься в оригінальній редакції індексного каталогу.